# Ahmed Néjib Chebbi
Pour les articles homonymes, voir Chebbi.
Ahmed Néjib Chebbi (arabe : أحمد نجيب الشابي), ou simplement Néjib Chebbi, également orthographié Ahmed Néjib Chabbi, né le 30 juillet 1944 à Tunis, est un avocat et homme politique tunisien.
Militant de gauche et figure de l'opposition au régime de Zine el-Abidine Ben Ali, il participe en 1983 à la fondation du Rassemblement socialiste progressiste, l'un des partis politiques créés à la suite des élections législatives de 1981 puis légalisés après le 7 novembre 1987.
Il dirige le parti prenant par la suite le nom de Parti démocrate progressiste (PDP). En 2006, après 23 ans passés à la tête de la formation, il cède son poste de secrétaire général à Maya Jribi, la première femme à occuper une telle fonction en Tunisie.
En 2009, il tente de se présenter à l'élection présidentielle malgré le fait qu'il ne remplisse pas les critères fixés à l'occasion du scrutin. Un mois avant le dépôt officiel des candidatures, il annonce renoncer, en dénonçant ce qu'il considère comme un scrutin faussé.
Après la chute de Ben Ali, le 14 janvier 2011, il est pour quelques semaines ministre du Développement régional et local au sein du nouveau gouvernement, puis membre de l'assemblée constituante.
Le 26 avril 2022, dans le contexte de la crise politique, il annonce la formation d'un Front de salut national composé de partis et mouvements tels que Ennahdha, Au cœur de la Tunisie, la Coalition de la dignité, Hizb el-Harak, Al Amal ainsi que des groupes de « citoyens contre le coup d'État » pour s'opposer au président Kaïs Saïed,.

## Formation
Ahmed Néjib Chebbi naît à Tunis en 1944. Son père Abdelaziz, avocat, est originaire de Tozeur et d'ascendance confrérique. La famille Chebbi est très active dans le mouvement national tunisien et, à la veille de l'indépendance en 1956, elle se rallie à Salah Ben Youssef plutôt qu'à Habib Bourguiba, ce qui vaut au père de Chebbi un an de prison. Néjib Chebbi effectue son cycle primaire à l'école franco-arabe de l'Ariana, dans la banlieue de Tunis, puis son cycle secondaire chez les pères blancs puis au lycée Carnot de Tunis, où il obtient son baccalauréat scientifique en 1964. Il commence des études supérieures en médecine à Paris, avant de les abandonner deux ans plus tard au profit du droit à la faculté de Tunis. Il est à cette époque très actif au sein du syndicat étudiant de l'Union générale des étudiants de Tunisie. Lors du congrès de Gabès, il représente la tendance « progressiste ».
Arrêté en 1966 et jugé par la Cour de sûreté de l'État, il est condamné en 1970 à onze ans de prison. Gracié en mars 1970, il est placé en résidence surveillée. Nationaliste arabe à ses débuts, durant ses années d'incarcération, il rompt avec le mouvement Baath auquel il avait adhéré auparavant.
Le 4 février 1971, il s'exile en Algérie où il s'inscrit en faculté de droit, puis part en France l'année suivante pour se consacrer exclusivement au militantisme au sein du mouvement Perspectives - L'Ouvrier tunisien, une organisation clandestine d'extrême gauche.
Lors des procès politiques de 1974, il est à nouveau condamné par contumace à deux ou douze ans de prison (selon les sources) puis, en 1975, à neuf ans. En 1977, il rentre définitivement en Tunisie avec un groupe d'autres militants dont Sihem Bensedrine et Naji Marzouk, alors que d'autres sources estiment qu'il est rentré clandestinement en 1979. Au terme de ses différents procès, il a été condamné à un total de 32 ans de prison.
En 1984, il obtient une licence en droit et un certificat d'aptitude à la profession d'avocat de la faculté de droit de Tunis.

## Activités politiques

### Figure de l'opposition
Gracié en 1981, il constitue avec un groupe de militants d'extrême gauche devenus sociaux-démocrates, comme Rachid Khéchana, Omar Mestiri ou Sihem Bensedrine, une union de plusieurs groupes protestataires. En septembre 1983, il fonde le Rassemblement socialiste progressiste (RSP), légalisé en 1988. Chebbi soutient le nouveau président Zine el-Abidine Ben Ali, arrivé au pouvoir le 7 novembre 1987. Le 7 novembre 1988, il signe le Pacte national, charte censée définir les règles du jeu démocratique, également signée par le parti au pouvoir et les six principales formations d'opposition. Cependant, Chebbi prend ses distances avec le pouvoir vers 1991, à la suite de la campagne d'éradication des islamistes. Attaché à son indépendance, il refuse de faire partie de l'« opposition consensuelle » et se trouve rapidement marginalisé. En effet, les candidats de son parti échouent systématiquement aux élections législatives et le RSP est alors privé de subventions publiques et ignoré par les médias officiels.
Le Rassemblement socialiste progressiste est rebaptisé Parti démocrate progressiste en juin 2001. Le 18 octobre 2005, Chebbi entame une grève de la faim avec sept autres personnalités de la société civile tunisienne lors de la tenue du Sommet mondial sur la société de l'information en Tunisie. Les grévistes réclament l'arrêt de la « politique répressive » à l'égard des avocats, des magistrats, des journalistes, des défenseurs des droits de l'homme et de tout « esprit critique » en Tunisie.

Cette grève se poursuit jusqu'au 18 novembre, quand un certain nombre de grévistes ne peuvent plus jeûner pour raisons de santé ; Chebbi montre de son côté de « sérieux signes de fatigue ». En effet, il a les narines pincées et le teint cireux, ce qui inquiète le docteur Hamida Dridi : « Chebbi me fait peur. Regardez ses mains, il a les doigts cyanosés ». Lors de ce jeûne, Chebbi perd onze kilos. Deux ans auparavant, il avait subi un quadruple pontage préventif à Paris,. En décembre de cette même année, il contribue à la création du « comité du 18 octobre », une structure informelle réunissant le PDP, divers partis et personnalités de l'opposition laïque, ainsi que d'anciens dirigeants du parti islamiste Ennahdha. Il explique ainsi ce choix : 
« Jusqu'en 2003, j'étais opposé à un rapprochement avec les islamistes, même si je militais pour l'élargissement de leurs prisonniers. Ensuite, j'ai cru déceler dans leur doctrine et dans les déclarations de leurs dirigeants une évolution en faveur de la démocratie. Nous avons fait notre aggiornamento idéologique en renonçant aux vieilles lunes marxistes et collectivistes dix ans avant la chute du mur de Berlin. On peut aider les islamistes à faire le leur. Si nous y arrivons, ce serait un premier pas vers leur intégration dans le jeu démocratique. »
Au cours de l'été 2004, Chebbi rencontre à deux reprises le leader d'Ennahdha Rached Ghannouchi, à Londres où ce dernier est exilé puis lors d'un pèlerinage à La Mecque fin 2005. En mars 2006, il est invité par l'American Enterprise Institute, think tank néo-conservateur, et séjourne pendant quelques semaines aux États-Unis, mais retourne en Tunisie « révulsé par l'exécution de Saddam Hussein ». Le 25 décembre 2006, il cède la direction du parti à Maya Jribi, tout en restant membre du bureau politique du parti. Il est par ailleurs directeur de publication de l'organe du PDP, l'hebdomadaire Al Mawkif, et chargé des « relations internationales et arabes » du parti.

Jribi et Chebbi suivent du 20 septembre au 20 octobre 2007 une nouvelle grève de la faim pour protester contre la décision judiciaire prise le 1er octobre d'expulser le PDP de ses locaux qu'il occupe au centre de Tunis. Un compromis est finalement trouvé avec le propriétaire qui abandonne les poursuites en contrepartie d'un nouveau contrat de bail, lui qui avait jugé abusive l'utilisation des locaux qu'il loue au journal Al Mawkif, mais qui servent en fait de siège au PDP,. Les autorités nient toute implication dans cette affaire expliquant qu'il s'agit d'un « litige entre un propriétaire d'immeuble et son locataire ». Chebbi, lui, donne une autre version des faits : 
« C'est un combat politique. Nous nous battons simplement pour continuer à exister, pour défendre le dernier carré des libertés en Tunisie. Tous les lieux de réunion utilisés par les associations indépendantes du pouvoir ont été fermés les uns après les autres. Y compris le siège de la Ligue tunisienne des droits de l'homme, qui est désormais sans domicile fixe. L'expulsion de nos locaux est téléguidée et nous voulons prendre à témoin l'opinion, nationale et internationale. »
Chebbi et Jribi ont, lors de cette grève de la faim, reçu plusieurs diplomates européens et l'ambassadeur des États-Unis, Robert F. Godec.

### Candidatures présidentielles
Lors de l'élection présidentielle du 24 octobre 2004, la loi électorale exclut Chebbi de l'élection, du fait que son parti ne dispose d'aucun siège au Parlement. Deux jours avant le scrutin, il appelle au boycott de ces élections qu'il dénonce comme un « simulacre ».
En vue de l'élection présidentielle de 2009, il annonce sa candidature le 12 février 2008 et devient la première personnalité à se porter candidat au scrutin du 25 octobre. Il exige dans la foulée une réforme du Code électoral, pour supprimer notamment la clause sur le parrainage des candidats par au moins trente élus (députés et maires), condition que seul peut remplir le Rassemblement constitutionnel démocratique, parti au pouvoir, doté d'une majorité écrasante au Parlement. Il appelle aussi à un dialogue entre les autorités et la société civile, une représentation parlementaire plus diverse et une plus large ouverture des médias tunisiens. Après avoir rencontré à Bruxelles le président du Parlement européen, Hans-Gert Pöttering, il affirme que « la réforme du système politique à l'occasion de ces élections est vitale pour la Tunisie ». En avril, il donne des interviews aux chaînes de télévision Al Jazeera, France 24, BBC Arabic, Al-Arabiya, TF1, à Radio France internationale et aux journaux Le Soir, Le Monde et Le Figaro, tout en déplorant le fait qu'il n'est jamais apparu dans les médias tunisiens au cours des quinze dernières années.
Le 24 juillet 2008, le parlement adopte un amendement constitutionnel exceptionnel qui supprime la condition de parrainage. Néanmoins, cet amendement restreint « la possibilité de dépôt de candidature à la présidence de la République [uniquement au] premier responsable de chaque parti ». Dans un communiqué rendu public le 25 juillet, Chebbi déclare que « la première conséquence de cette loi est la confiscation de mon droit à me présenter au prochain scrutin présidentiel, c'est une tentative visant à m'exclure de cette course, après que le PDP a décidé de me nommer pour cette élection ». Le 25 août 2009, lors d'une conférence de presse avec de nombreux journalistes, et des diplomates américain et européens, il se retire de l'élection, considérant que les « conditions minimales de liberté, d'honnêteté et de transparence » n'étaient pas remplies. Pour lui, l'élection « ne débouchera que sur la perpétuation de l'autoritarisme et de la présidence à vie ».

### Poursuites judiciaires
En avril 2008, Rachid Khéchana, rédacteur en chef d'Al Mawkif, et Chebbi sont poursuivis en justice pour « diffamation » par cinq sociétés de commercialisation de marques d'huile d'olive, après la publication d'un article de Khéchana le 4 avril sur la distribution d'une huile frelatée. Au total, les plaignants requièrent des dommages et intérêts s'élevant à 500 000 dinars tunisiens. Un an plus tard, le tribunal de première instance de Tunis juge « irrecevables » les plaintes engagées à l'encontre d’Al Mawkif. Pour Chebbi, il s'agissait d'une stratégie du président pour « contrer sa campagne », alors que le pouvoir démentit formellement être à l'origine du procès intenté par des sociétés privées.

### Après la révolution

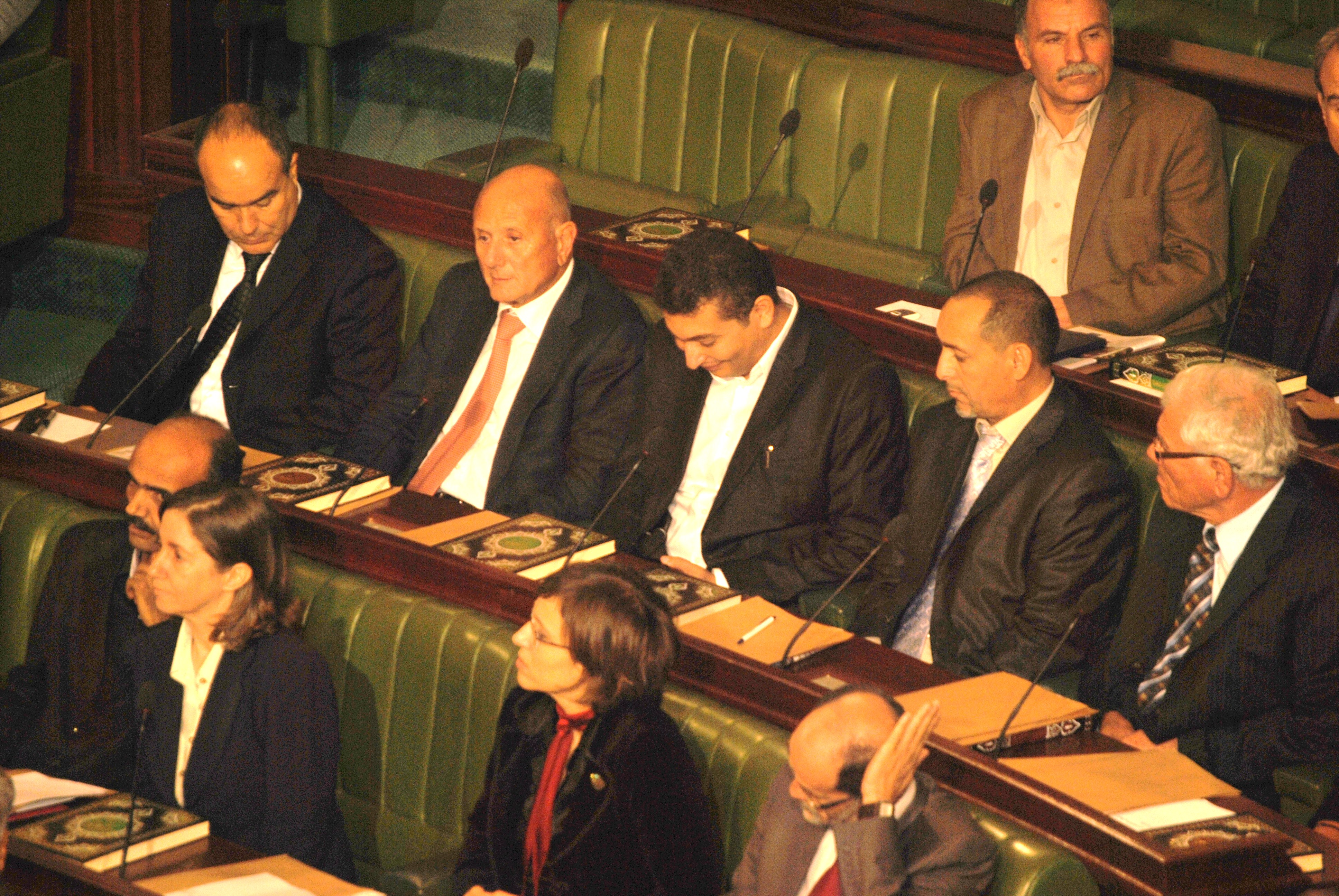
Chebbi siégeant à l'assemblée constituante.

Après la chute du régime de Zine el-Abidine Ben Ali, le 14 janvier 2011, il est nommé ministre du Développement régional et local au sein du nouveau gouvernement avant de démissionner le 1er mars. Son secrétaire d'État est Néjib Karafi.
Le 23 octobre 2011, il est élu membre de l'assemblée constituante dans la deuxième circonscription de Tunis.
À la suite de l'annonce de la fusion du Parti démocrate progressiste, avec notamment Afek Tounes et le Parti républicain, il est élu, le 9 avril 2012, comme président de la haute instance politique de la nouvelle formation dénommée « Al Joumhouri ». Le 3 août 2014, il annonce, lors d'un meeting à Kasserine, sa candidature à l'élection présidentielle après son approbation par le comité central d'Al Joumhouri. Il remporte finalement 1,04 % des voix.
Le 31 août 2016, il annonce la création d'un nouveau parti, officialisée le 22 novembre 2017 sous le nom de « Mouvement démocrate ». En septembre 2020, celui-ci fusionne dans le parti Al Amal. Chebbi devient par la suite président de sa commission politique.
Le 26 avril 2022, dans le contexte de la crise politique, il annonce la formation d'un Front de salut national composé de partis et mouvements tels que Ennahdha, Au cœur de la Tunisie, la Coalition de la dignité, Hizb el-Harak, Al Amal ainsi que des groupes de « citoyens contre le coup d'État » pour s'opposer au président Kaïs Saïed.

### Idées politiques
Faisant allusion aux troubles sociaux de Gafsa en 2008, Chebbi pense que le pays doit libéraliser sans tarder son système politique pour éviter de voir s'étendre ce type de troubles ; il pense également qu'il s'agit d'une « explosion sociale qui risque de s'étendre à d'autres régions ». Il conclut que « sans libéralisation de la vie politique et sans réforme du cadre légal, la Tunisie restera un pays bloqué ».

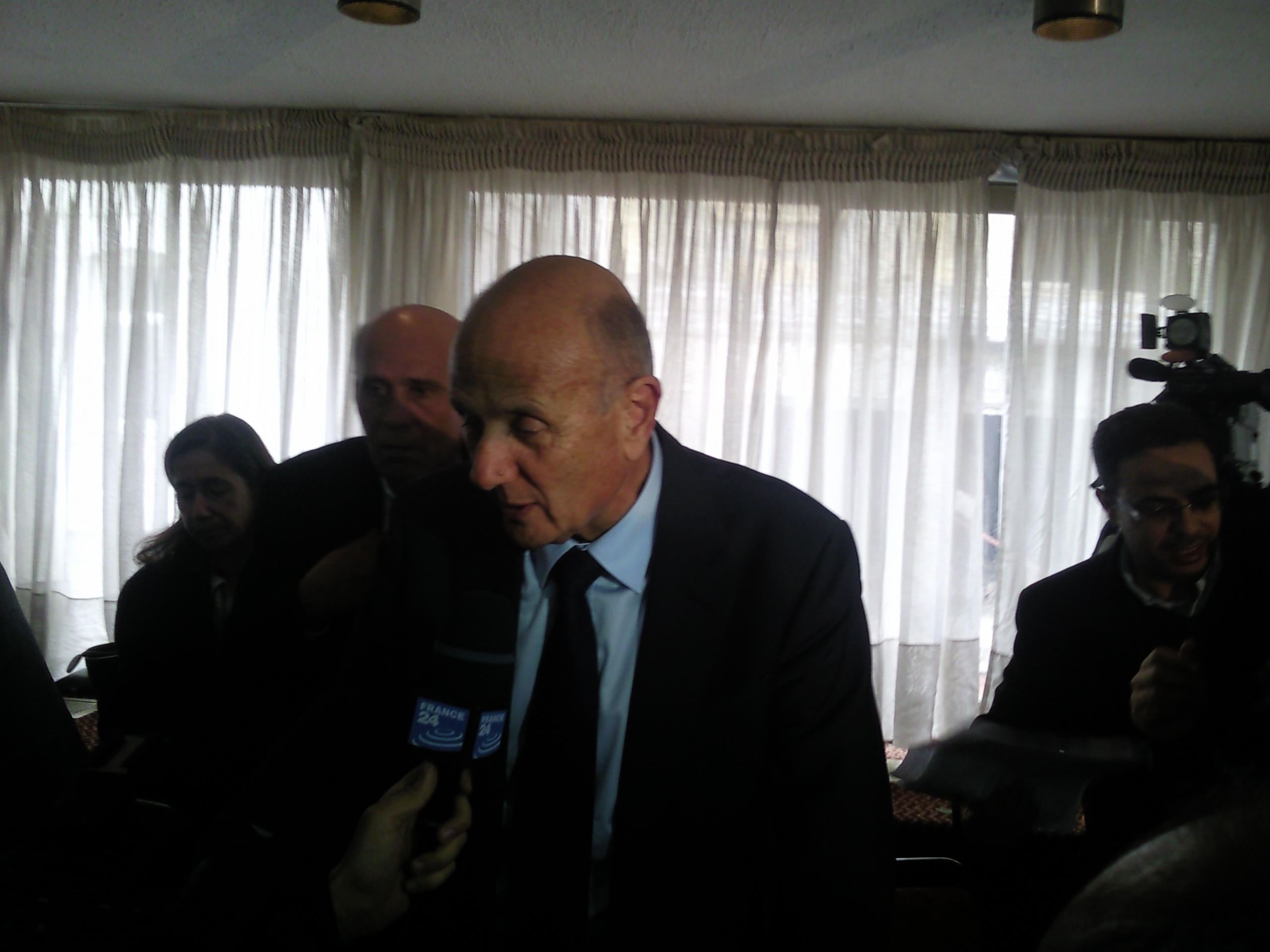
Ahmed Néjib Chebbi interviewé par France 24 (1er mars 2011).

Sur la question de la liberté de religion et de l'amalgame fait entre port du hidjab et appartenance à l'islamisme, Chebbi exprime ainsi sa pensée : 
« Aujourd'hui, le voile a cessé d'être un symbole d'appartenance à un mouvement politique depuis la poigne de fer du gouvernement qui a tout détruit sur son passage, y compris le mouvement Ennahdha dont les activités politiques ont cessé depuis plus de quinze ans. Le hijab prend aujourd'hui la forme d'un phénomène culturo-religieux qui n'a rien à voir avec l'appartenance politique […] Dans une société qui a fait l'un de ses fondements de la liberté de conscience et de culte, la question du hijab s'inscrit dans le cadre des libertés individuelles dans lesquelles les pouvoirs publics n'ont le droit de s'immiscer que pour les protéger et aider à leur concrétisation. »

## Vie privée
Chebbi est issu d'une famille aisée : son père a été bâtonnier du barreau. Néjib Chebbi est l'aîné de quatre frères et d'une sœur ; le plus jeune de ses frères est Issam Chebbi, élu à l'assemblée constituante.
Chebbi a été marié une première fois avec une Autrichienne avec qui il a vécu quatorze ans et a eu deux filles. Il s'est marié une deuxième fois en 1982 avec Safia Mestiri et a eu deux filles et un garçon.
À cause de ses activités politiques, Chebbi n'a pu finir ses études de droit qu'en 1984 et n'a rejoint le barreau qu'à l'âge de 40 ans.

## Distinctions
En 2014, il est décoré des insignes de chevalier de l'Ordre national du Mérite de Tunisie.

## Publications
- (ar) المسيرة و المسار : ما جرى و ما أرى [« Le parcours et la voie : ce qui s'est passé et ce que je préconise »], Tunis, Éditions du Mot Passant,‎ 2022[40]